# レチナールデヒドロゲナーゼ
レチナールデヒドロゲナーゼ（retinal dehydrogenase）は、レチノール代謝酵素の一つで、次の化学反応を触媒する酸化還元酵素である。
レチナール + NAD+ + H2O {\displaystyle \rightleftharpoons } レチノイン酸 + NADH + H+
反応式の通り、この酵素の基質はレチナールとNAD+と水、生成物はレチノイン酸とNADHとH+である。補因子としてFADと金属を必要とする。
組織名はretinal:NAD+ oxidoreductaseで、別名にcytosolic retinal dehydrogenaseがある。